# Caspian X
Caspian X (Engels: Caspian X) of Caspian de Zeevaarder (Engels: Caspian the Seafarer) of Caspian de Navigator (Engels: Caspian the Navigator), is een personage uit Prins Caspian, De reis van het drakenschip, De zilveren stoel en Het laatste gevecht van De Kronieken van Narnia door C.S. Lewis.

## Prins Caspian
Caspian, een Telmarijn of nieuw-Narniër, is een zoon van Caspian IX en een neef van koning Miraz. Hij groeit op aan het hof van koning Miraz, die voor Caspian als regent optreedt. Koning Miraz is dan nog kinderloos.
In het begin wordt hij opgevoed door een kinderjuffrouw, die hem vertelt over het oude Narnia. Dat bevalt de koning niet en deze ontslaat de kinderjuffrouw en laat Doctor Cornelius komen om Caspian les te geven. Deze vertelt hem, onder geheimhouding, ook over het oude Narnia.
Als een tijd later de vrouw van de koning, koningin Prunaprismia,  een zoon krijgt, loopt Caspian gevaar om net als zijn vader door zijn oom te worden vermoord. Doctor Cornelius waarschuwt hem en helpt hem vluchten.
Hij vlucht naar het zuiden, naar Archenland, maar door een ongeval onderweg komt hij terecht bij de oud-Narniërs, die hem eerst willen doden. Een deel van hen erkent hem als koning. Als koning Miraz daar lucht van krijgt, roept hij zijn leger op om Caspian te verslaan. Caspian en zijn gevolg vluchten naar de Aslanberg, waar Miraz ze belegert.
Op het moeilijkste moment, tijdens de belegering, blaast Caspian op de hoorn van Susan Pevensie, waarna Peter, Susan, Edmund en Lucy naar Narnia komen. Ze helpen Caspian aan de overwinning met de hulp van Aslan, waarna Peter Caspian tot ridder slaat en Aslan hem tot koning benoemt.

## De reis van het drakenschip
In De reis van het drakenschip gaat Caspian met zijn schip De Dageraad op zoek naar de Zeven Grote Edelen van Narnia, vrienden van zijn vader, die door zijn oom zijn weggestuurd, omdat hij bang voor hen was. Hij had Aslan beloofd ze te gaan zoeken.
Tijdens deze reis, die drie jaar na het vorige boek Prins Caspian speelt, komen Edmund en Lucy, samen met hun neefje Eustaas, aan boord van het drakenschip. Caspian heeft het speciaal voor deze reis laten bouwen. 
Op de verschillende eilanden, die in de Grote Oostelijke Oceaan liggen, vinden zij verschillende Edelen, sommige dood. Uiteindelijk komen ze bij een eiland waar zij de laatste drie Edelen slapend aantreffen. De enige manier om ze wakker te krijgen is naar het einde van de wereld te varen en daar een vriend achter te laten.
Ook ontmoeten ze op dat eiland een oude ster, Ramandoe, met zijn dochter, waar Caspian verliefd op raakt. Ze reizen van dat eiland naar het oosten, waar Caspian van Aslan opdracht krijgt  Edmund, Lucy, Eustaas en vooral Rippertjiep achter te laten, en zelf terug te varen.
Hij komt terug op het eiland, waar de Edelen zijn ontwaakt, hij neemt de dochter van Ramandoe mee naar Narnia, waar hij met haar trouwt.

## De zilveren stoel
In dit verhaal is Caspian rond de negentig, het speelt zich zeventig jaar later af na De reis van het drakenschip. Caspian gaat op weg naar het oosten om Aslan te ontmoeten. Terwijl hij met zijn schip vertrekt, komen Eustaas en Jill aan. Ze zijn door Aslan gestuurd om Caspians verdwenen zoon Rilian te zoeken.
Deze verdween op zoek naar de slang, die zijn moeder, de dochter van Ramandoe, doodde. Rilian, die kapot was van verdriet, ging op zoek naar de slang, om deze te doden, ontmoette een jonge vrouw en verdween daarna.
Caspian verbiedt, nadat de vele edelen die Rilian zochten, zijn verdwenen, verdere zoektochten van zijn onderdanen. Aan het einde van zijn leven zeilt hij voor de laatste maal naar het oosten, om daar Aslan te ontmoeten. 
Deze vertelt hem dat zijn zoon is teruggevonden, en dat hij terug moet varen naar Narnia. Hij komt net op tijd om zijn zoon nog te zien, en sterft daarna.
Hij wordt door Aslan opgenomen in het Land van Aslan, waar hij door het bloed van Aslan weer levend wordt, nu voor eeuwig.

## Het laatste gevecht
Hier is Caspian in de tuin, in het nieuwe Narnia, samen met alle andere helden uit Narnia. 